# Ardales

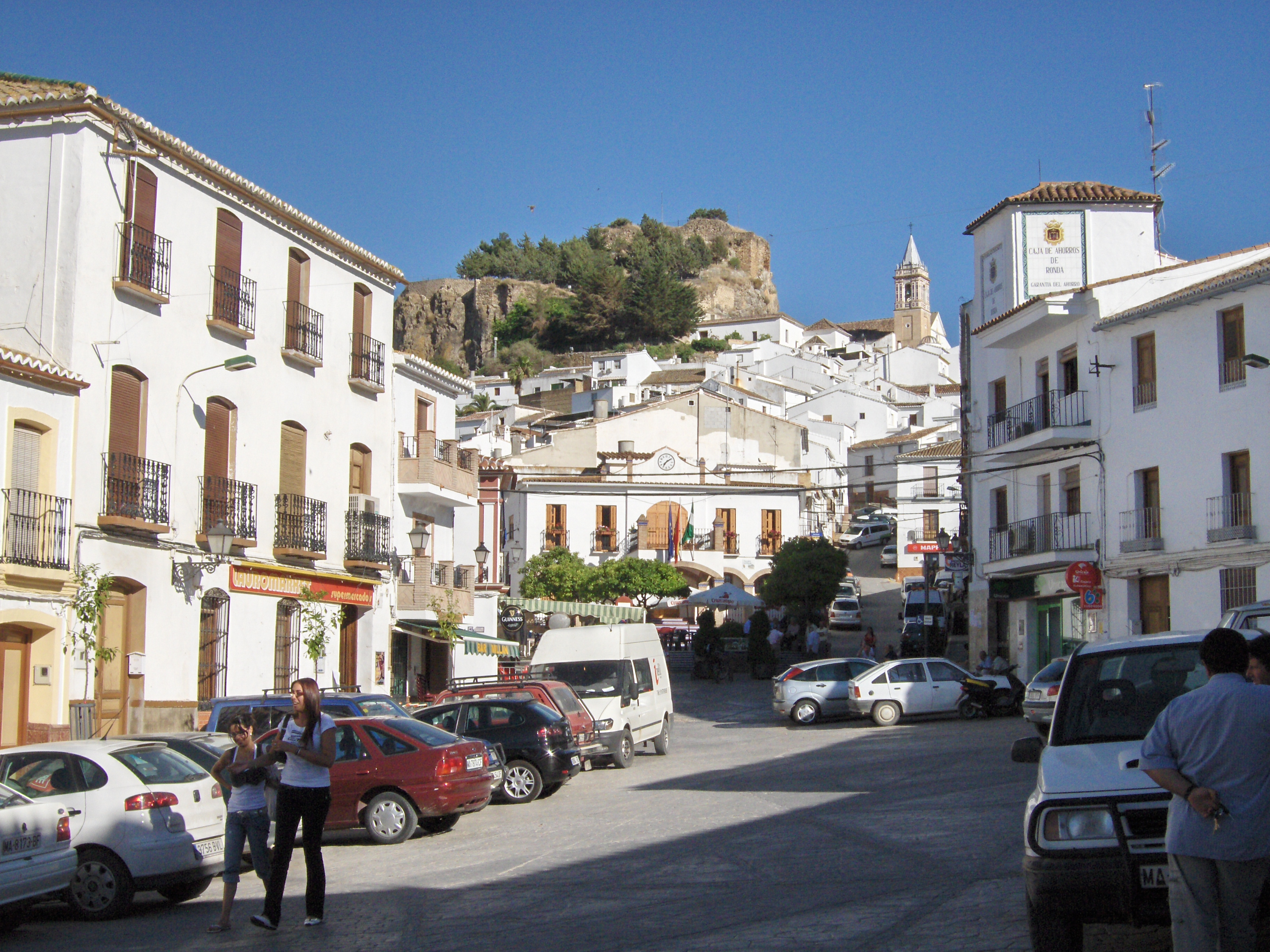
Vista de Ardales.

Ardales es un pueblo de la provincia de Málaga, en la comunidad autónoma de Andalucía, España. Está situado en las estribaciones septentrionales de la Sierra de las Nieves en su transición hacia los embalses del Guadalhorce y entre los municipios de Álora, Teba y Casarabonela.
En 2005 contaba con 2553 habitantes. Su extensión superficial es de 106,51 km² y tiene una densidad de 23,47 hab/km². Sus coordenadas geográficas son 36°52′ N, 4°50′ O. Se encuentra situada a una altitud de 445 metros y a 52 kilómetros de la capital de provincia, Málaga.

## Historia
Existen diversos rastros prehistóricos en las cuevas del entorno siendo la primera fortificación del enclave obra de los celtíberos (Turobriga) y posteriormente ampliado en la época romana. El topónimo es románico, de raíz claramente mozárabe. Será en época árabe en la que tome relevancia el enclave, sobre todo durante la rebelión de Omar Ben Hafsun contra el emir de Córdoba (880), quien también construyó el poblado rupestre de Bobastro.[cita requerida]
Importante villa fronteriza del Reino nazarí de Granada, fue tomada por las tropas castellanas en 1433, junto con el Castillo de Turón.

## Geografía humana

### Demografía
Cuenta con una población de 2516 habitantes (INE 2024).
| Gráfica de evolución demográfica de Ardales entre 1842 y 2021                                                         |
| |
| Población de derecho según los censos de población del INE. Población de hecho según los censos de población del INE. |

### Economía

#### Evolución de la deuda viva municipal
| Gráfica de evolución de Deuda viva del Ayuntamiento de Ardales entre 2008 y 2019                                |
| |
| Deuda viva del Ayuntamiento de Ardales en miles de Euros según datos del Ministerio de Hacienda y Ad. Públicas. |

## Política

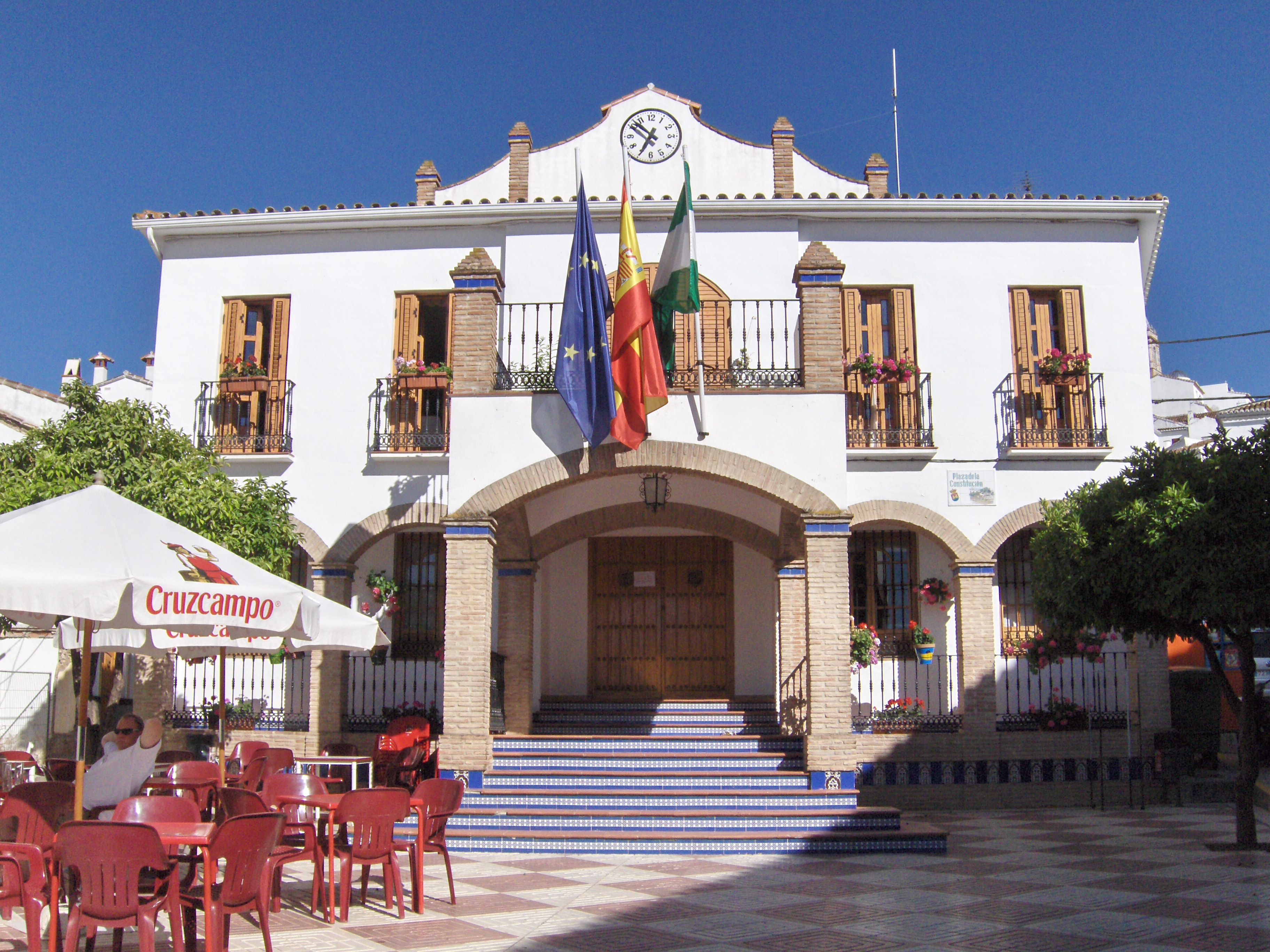
Edificio del Ayuntamiento.

| Periodo   | Nombre                                                                         | Partido             |
| --------- | ------------------------------------------------------------------------------ | ------------------- |
| 1979-1983 | Manuel Domínguez Oncín Luis Manuel Jiménez Rodríguez Antonio Palomino Berrocal | PCE                 |
| 1983-1987 | Mª Remedios Palomino Berrocal                                                  | PSOE / IU1          |
| 1987-1991 | Salvador Pendón Muñoz                                                          | PSOE                |
| 1991-1995 | Salvador Pendón Muñoz                                                          | PSOE                |
| 1995-1999 | Salvador Pendón Muñoz                                                          | PSOE                |
| 1999-2003 | Salvador Pendón Muñoz                                                          | PSOE                |
| 2003-2007 | Salvador Pendón Muñoz                                                          | PSOE                |
| 2007-2011 | Juan Calderón Ramos                                                            | IU                  |
| 2011-2015 | Juan Calderón Ramos                                                            | IU                  |
| 2015-2019 | María del Mar González Vera                                                    | PSOE                |
| 2019-2023 | Juan Alberto Naranjo Moral                                                     | Adelante Ardales-IU |
| 2023-act. | Juan Alberto Naranjo Moral                                                     | Con Andalucía-IU    |

1Originalmente del PSOE, luego integrada en Izquierda Unida.

## Monumentos y lugares de interés
El Castillo de la Peña data de finales del siglo IX, momento de la revuelta de Omar ibn Hafsún. Formó parte de sus dominios hasta que los omeyas cordobeses pusieron fin a la rebelión con la conquista de Bobastro.
En los alrededores de Ardales, además del poblado rupestre de Bobastro, también se encuentra el entorno natural de los embalses del Guadalhorce y el Caminito del rey. 

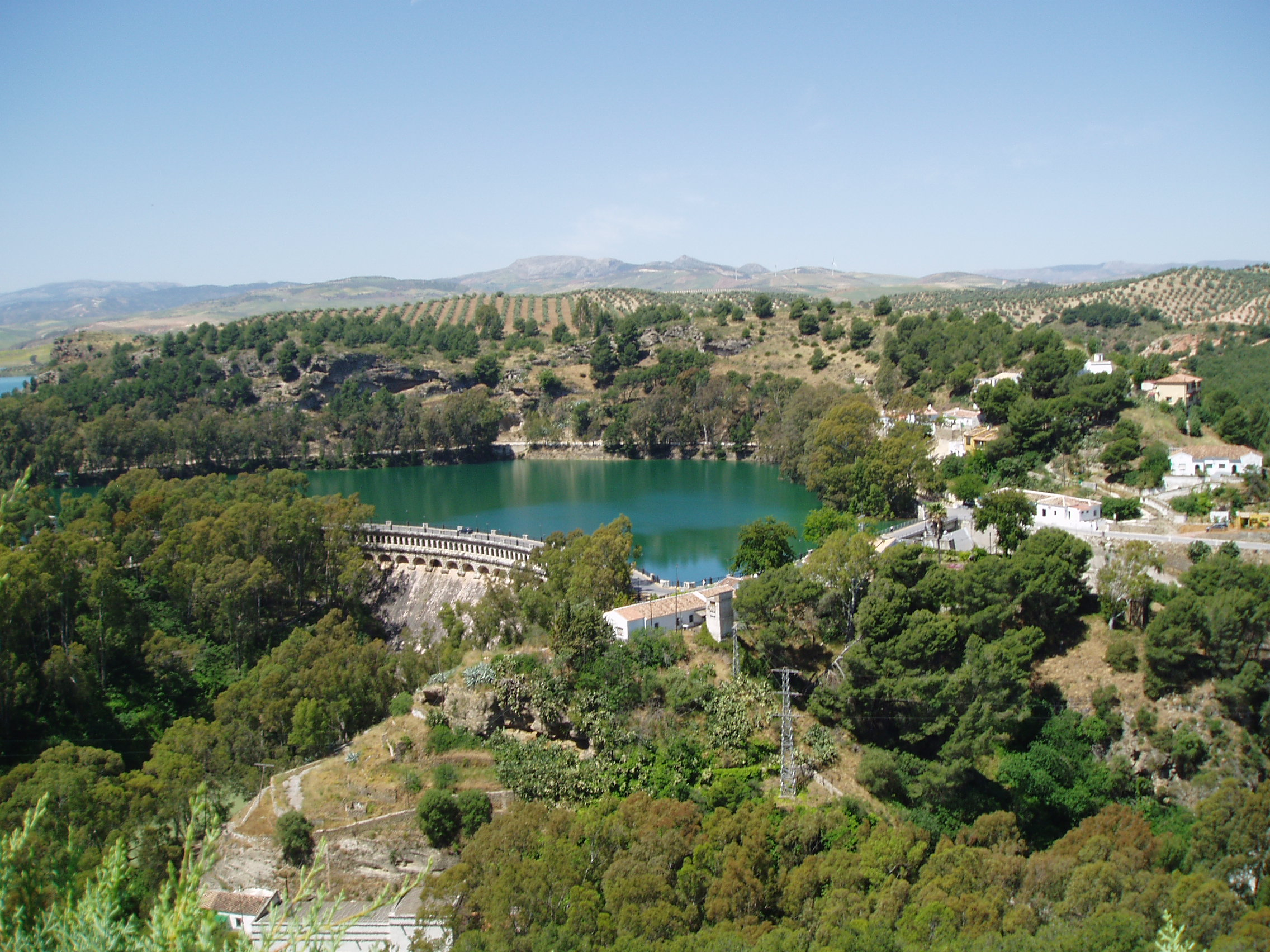
Pantano "Conde de Guadalhorce"

Además se encuentra en su término la cueva prehistórica llamada Doña Trinidad, con unos grabados que son los más antiguos de toda la provincia de Málaga.

## Cultura

### Artesanía
Artículos de esparto, artículos de hierro y encaje de bolillos.

### Gastronomía
La cocina de Ardales está basada en guisos a base de cabrito y cordero, con platos como la caldereta, el cordero al pastoril y la caldereta de cabrito. También destacan los productos del cerdo y el gazpacho y la sopa cosia, una variante de las sopas perotas. 
De repostería se elaboran las galletas de almendra, los roscos de vino, las empanadillas con cabello de ángel y las tortas de aceite.
En el tema de bebidas, cuentan con cervezas Gaitanejo, una cervecera local que homenajea en cada una de sus cervezas a lugares de Ardales como pueden ser el caminito del rey, bobastro, la cueva de Ardales o Turón.

## Transporte público
Ardales está comunicado con Málaga y Ronda mediante líneas de autobús de la Empresa Damas.
Aunque no está formalmente integrada en el Consorcio de Transporte Metropolitano del Área de Málaga, una de sus líneas discurre parcialmente dentro de su municipio. Esta línea de autobús interurbano comunica ambos acceso al sendero del Caminito del Rey.
| Línea | Trayecto                                      | Información        |
| ----- | --------------------------------------------- | ------------------ |
| M-347 | El Chorro/Caminito del Rey-Pantano del Chorro | Horarios y Paradas |

## Personas destacadas
- Rafael Andrade Navarrete: abogado y político nacido en Ardales el 25 de febrero de 1856. Fue ministro de Instrucción Pública y Bellas Artes durante el reinado de Alfonso XIII. Además, fue presidente del Consejo de Estado. Falleció en Madrid el 21 de junio de 1928.